# Gare de Lunel-Viel
Ne doit pas être confondu avec Gare de Lunel.
La gare de Lunel-Viel est une gare ferroviaire française de la ligne de Tarascon à Sète-Ville, située sur le territoire de la commune de Lunel-Viel, dans le département de l'Hérault en région Occitanie. 
C'est une halte voyageurs de la Société nationale des chemins de fer français (SNCF) desservie par des trains express régionaux TER Occitanie.

## Situation ferroviaire

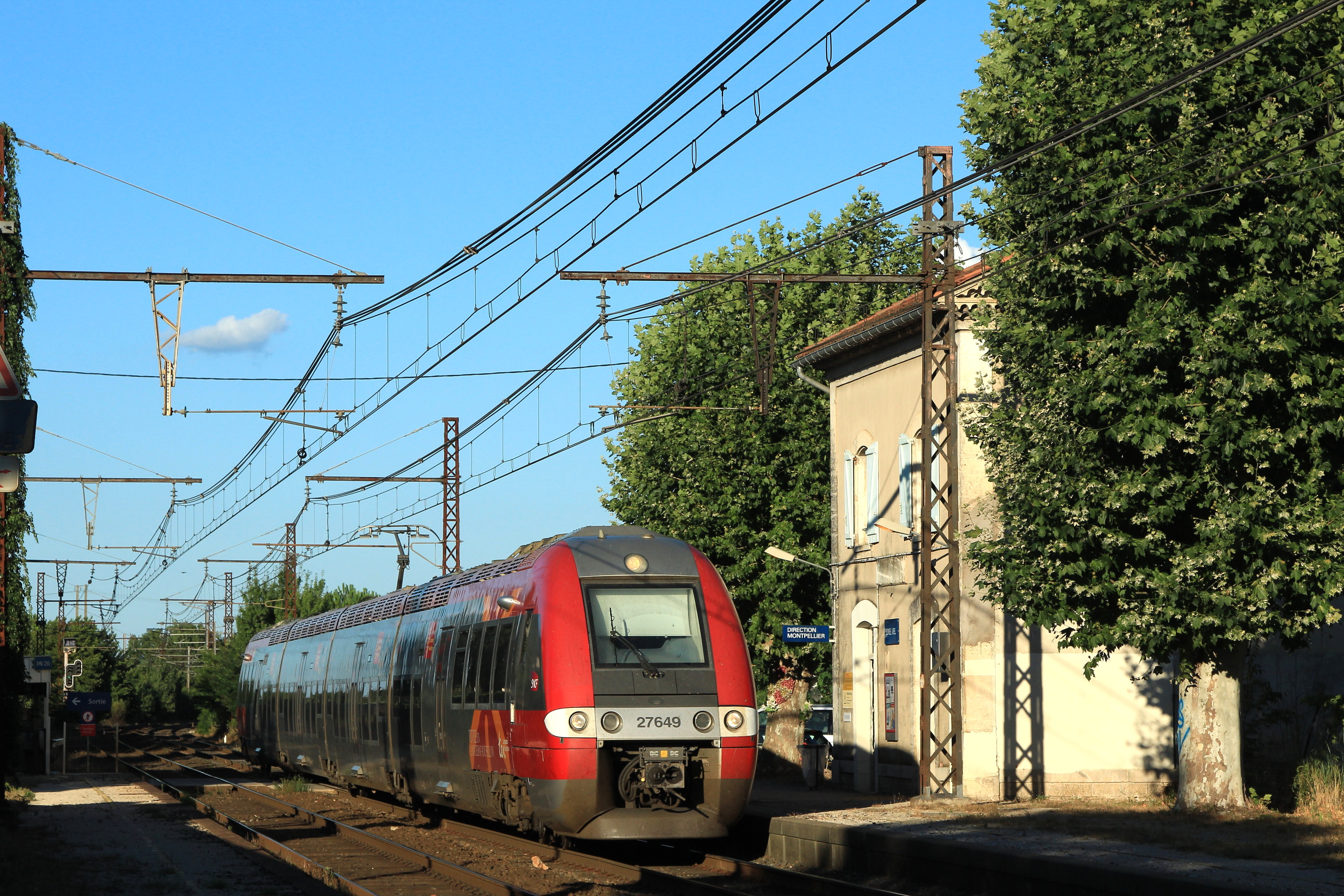
Une automotrice Z 27500 passe en gare.

Établie à 17 mètres d'altitude, la gare de Lunel-Viel est située au point kilométrique (PK) 56,558 de la ligne de Tarascon à Sète-Ville, entre les gares de Lunel et de Valergues - Lansargues. 

## Fréquentation
De 2015 à 2023, selon les estimations de la SNCF, la fréquentation annuelle de la gare s'élève aux nombres indiqués dans le tableau ci-dessous.
| Année           | 2015  | 2016  | 2017  | 2018  | 2019  | 2020  | 2021   | 2022   | 2023   |
| --------------- | ----- | ----- | ----- | ----- | ----- | ----- | ------ | ------ | ------ |
| Voyageurs seuls | 9 316 | 7 438 | 6 012 | 4 499 | 5 517 | 4 838 | 10 535 | 11 407 | 12 785 |

## Service des voyageurs

### Accueil
Halte SNCF, c'est un point d'arrêt non géré (PANG) à entrée libre.

### Desserte
Lunel-Viel est desservie par des trains TER Occitanie qui effectuent des missions entre les gares de Nîmes et de Narbonne.

### Intermodalité
Un parking pour les véhicules est aménagé. 